# Blåstrupig skarv
Blåstrupig skarv (Urile penicillatus) är en fågel i familjen skarvar inom ordningen sulfåglar. Arten förekommer utmed Nordamerikas västkust vidare söderut till Baja California.

## Utseende och läten
Blåstrupig skarv är en kortstjärtad och ganska stor (84–89 cm) skarv utan tofs. Jämfört med pelagskarven är den större med tjockare hals, kraftigare näbb, kortare stjärt och mer flocklevande beteende. I flykten syns förutom den korta stjärten även avsaknad av vit lårfläck. Ungfågeln är brunaktig på bröstet, ej svartaktig, och har en ljus strupfläck. Även hos den adulta fågeln är strupfläcken ljus utanför häckningstid. Under häckningen är den blåfärgad, därav fågelns namn. Som de flesta skarvar är den tystlåten utom under häckningstid då olika knarrande och morrande ljud hörs vid häckplats.

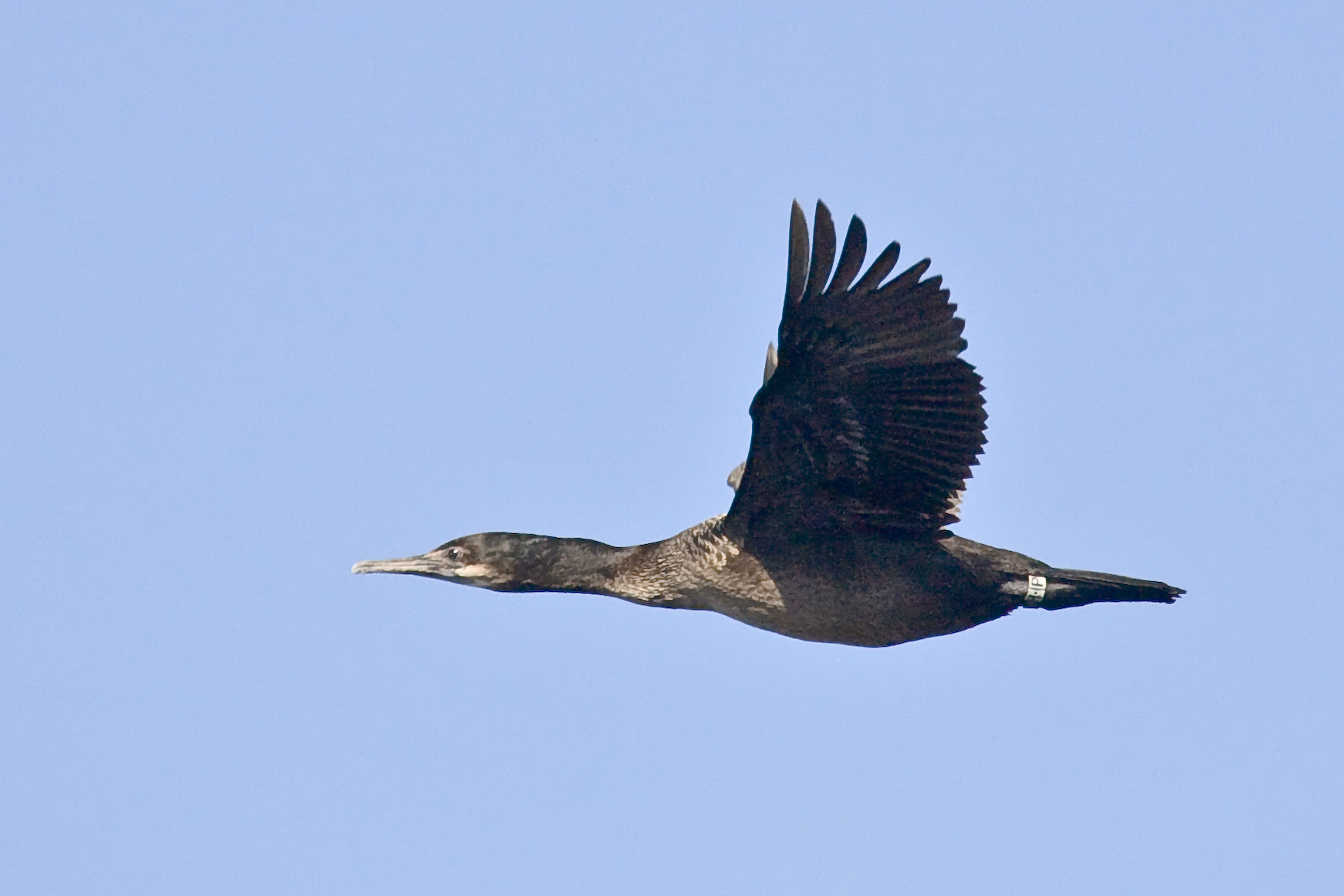
Flygande individ.

## Utbredning och systematik
Blåstrupig skarv förekommer i kustnära vatten från södra Alaska till Baja California. Den behandlas som monotypisk, det vill säga att den inte delas in i några underarter.

### Släktestillhörighet
Fågeln placeras liksom de allra flesta skarvar traditionellt i släktet Phalacrocorax. Efter genetiska studier som visar på att Phalacrocorax består av relativt gamla utvecklingslinjer har det delats upp i flera mindre, varvid blåstrupig skarv förs tillsammans med sina nära släktingar beringskarven, pelagskarven och den utdöda glasögonskarven till släktet Urile.

### Skarvarnas släktskap
Skarvarnas taxonomi har varit omdiskuterad. Traditionellt har de placerats gruppen i ordningen pelikanfåglar (Pelecaniformes) men de har även placerats i ordningen storkfåglar (Ciconiiformes). Molekulära och morfologiska studier har dock visat att ordningen pelikanfåglar är parafyletisk. Därför har skarvarna flyttats till den nya ordningen sulfåglar (Suliformes) tillsammans med fregattfåglar, sulor och ormhalsfåglar.

## Levnadssätt
Blåstrupig skarv är vanlig i kustnära vatten. Den dyker efter relativt stora fiskar, vanligen precis utanför vågbrotten. Den ses ofta rastande i grupper på låga klippor eller flygande i linje lågt över vattenytan.
Fågeln häckar i kolonier på kustklippor och öar, där den lägger ägg mars–juli.

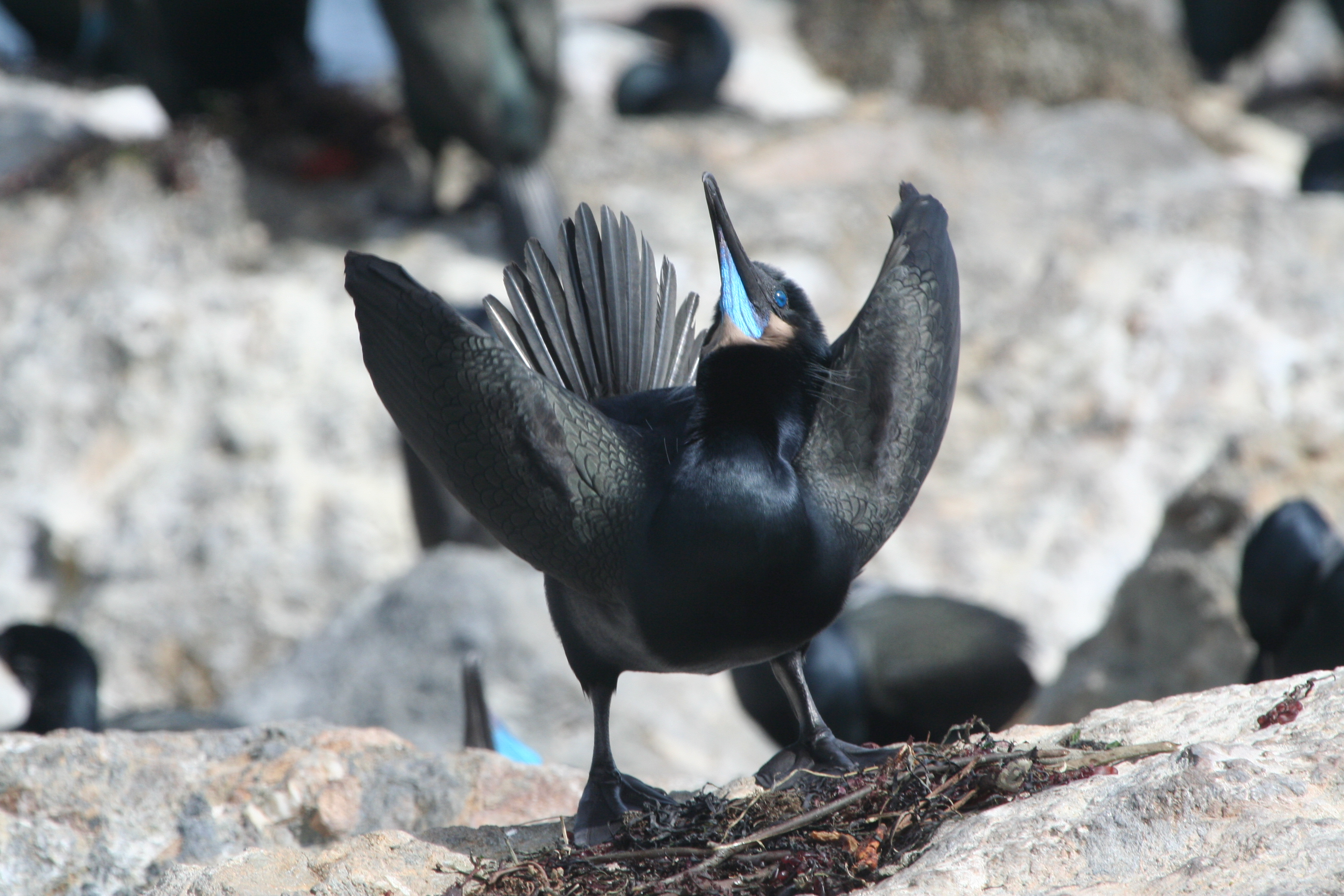
Under parningstiden blir huden vid näbben blåaktig.

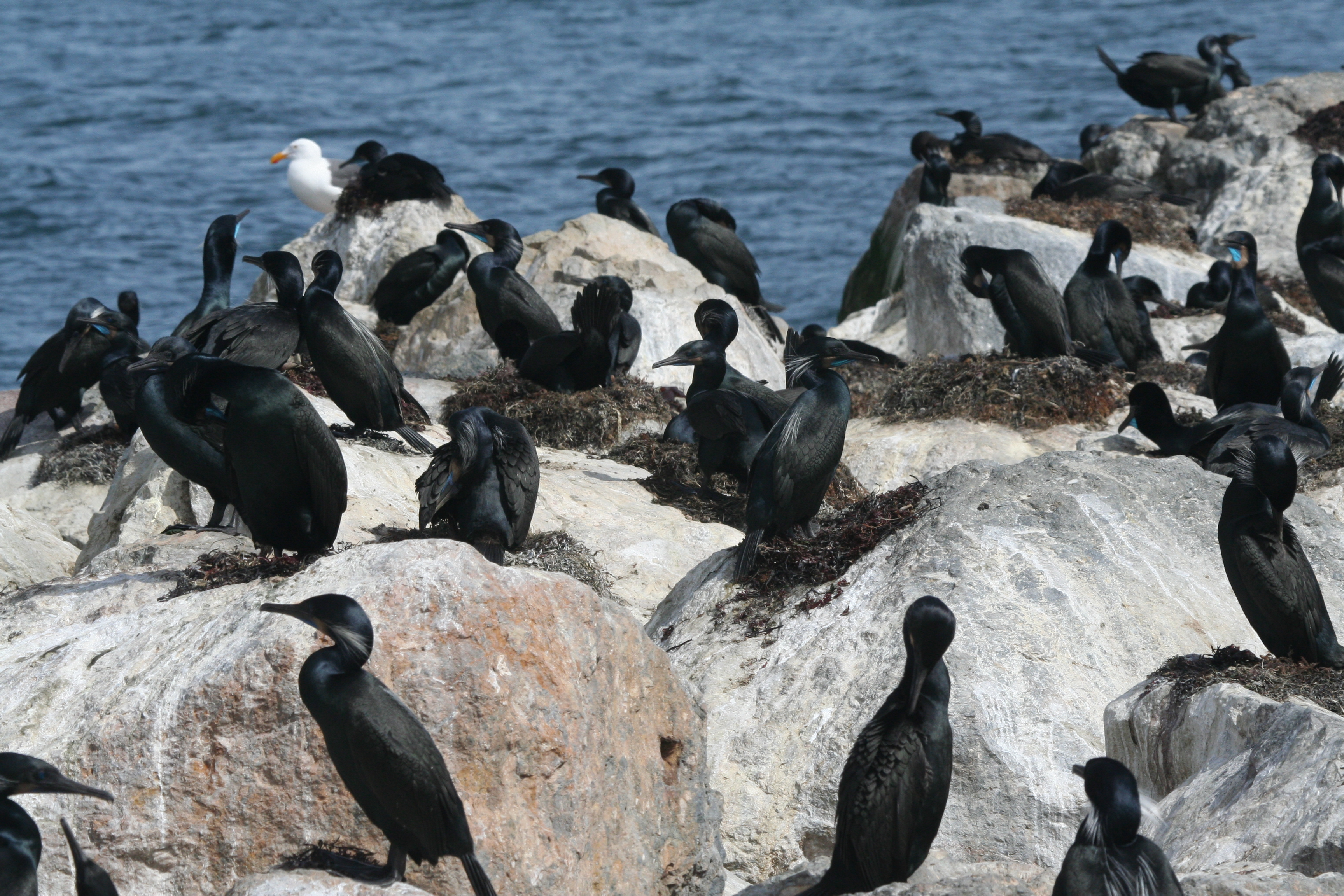
Koloni.

## Status och hot
Arten har ett stort utbredningsområde och en stor population, men tros minska i antal, dock inte tillräckligt kraftigt för att den ska betraktas som hotad. Internationella naturvårdsunionen IUCN kategoriserar därför arten som livskraftig (LC).